# Giraavaru (Kaafu-atol)
Giraavaru is een van de onbewoonde eilanden van het Kaafu-atol behorende tot de Maldiven.